# Tortilla Flat
Tortilla Flat (1935) is een roman van de Amerikaanse schrijver John Steinbeck die zich afspeelt af in  het Californische Monterey.
Het boek verhaalt over een groep paisanos die beschaving afwijzen en die van wijn en het leven genieten tijdens de Grote Depressie. Het verhaal is in 1942 verfilmd met Spencer Tracy in een van de hoofdrollen.

## Samenvatting
Steinbeck geeft aan het begin van het boek een beschrijving van paisano. Geparafraseerd zegt hij: "Een mix van Spaans, Indiaans, Mexicaans en verschillend Kaukasisch bloed. Zijn voorouders verbleven al zo'n 200 jaar in Californië en hij woont in het gebied op de berg, boven de stad Monterey. Het gebied heet Tortilla Flat (Vlakte van Tortilla), alhoewel het helemaal niet vlak is."
Danny, de hoofdfiguur, erft twee huizen van zijn grootvader en hij gaat er met vrienden wonen. De avonturen die zij beleven worden vergeleken met de ridders van koning Arthurs ronde tafel. Sint Franciscus verschijnt als hun beschermheilige.

## Hoofdfiguren

### Danny
Danny is de leider van het groepje vrienden. Alhoewel hij zich wild en gek gedraagt is hij de spil van het geheel. Hij illustreert het belang van de vriendschap, het onderwerp van het boek. Hij laat hen in zijn huis slapen en zij geven hem in ruil vriendschap. Het huis waar hij vanaf het begin woont is het symbool voor zijn ziel. 

### Pilon
Pilon is een van Danny's vrienden en is in het boek de eerste die Danny ontmoet. Danny verhuurt hem het kleinere huis, alhoewel Pilon nooit de huur betaalt. Hij verhuurt op zijn beurt het huis aan Pablo en Jesus Maria, die ook nooit om de huur wordt gevraagd. 
Pilon wordt gezien als de man met het brein en plannenmaker.

### Pablo Sanches
Pablo wordt voorgesteld als de kunstenaar van de groep. 

### Jesus Maria Corcoran
Jesus Maria representeert in het boek de humanitaire kant van de groep. Hij spoort de rest aan om goede dingen te doen en hij bedaart ze als het al te gek wordt.

### De Piraat
Hij wordt de Piraat genoemd omdat hij een zwarte baard heeft, maar hij heeft een simpele ziel. Hij verzamelt hout en verkoopt het voor 25 cent per kruiwagen. Hij bedelt om zijn eten. Hij heeft vijf honden die hem overal volgen.